# Орвелијански
Орвелијански је придев који описује ситуацију, идеју или друштвено стање које је Џорџ Орвел идентификовао као деструктивне за добробит слободног и отвореног друштва. Означава став и бруталну политику драконске контроле путем пропаганде, надзора, дезинформација, порицањем истине (двоумљење) и манипулацијом прошлошћу, укључујући „неособу“—особу чије је прошло постојање избрисано из јавних евиденција и памћења, коју практикују модерне репресивне владе. Често, ово укључује околности приказане у његовим романима, посебно у 1984, али политички двоструки говор је критикован у целом његовом делу, као што је Политика и енглески језик.
Њујорк Тајмс је писао да је израз "орвелијански" „најшире коришћени придев који потиче од имена модерног писца“.

## Видети такође
- Полицијска држава
- Хорор фикција
- Сатанистичка паника
- Надзор над масама
- Једнопартијска држава
- Тоталитаризам
- Култура отказивања